# Yosemite West
Pour les articles homonymes, voir Yosemite.
Yosemite West est une localité non incorporée américaine dans le comté de Mariposa, en Californie. Si elle n'est pas située dans le parc national de Yosemite, il faut traverser celui-ci pour y accéder par la route.